# Ghimeș-Făget
Ghimeș-Făget (in ungherese Gyimesbükk) è un comune della Romania di 5 156 abitanti, ubicato nel distretto di Bacău, nella regione storica della Moldavia.